# 英五郎
英 五郎（はなぶさ ごろう）こと津留 英雄（つどめ ひでお、1935年8月2日 - 2021年3月21日）は、日本のヤクザ。
大阪市西淀川区に本部を置く暴力団・英組初代組長。渡世名の由来は、幕末の侠客・大前田英五郎からとされる。

## 概要
1984年に山口組の直参に昇格し、2013年に引退。2005年以降の山口組六代目体制では、玉地組組長・玉地健治、川合組・川合康允とともに一貫して舎弟の役を務めた。
また、政治団体・全国平和連合名誉総裁も務めた。

## 経歴
1935年大阪市旭区で生まれ、戦時疎開のため1943年に母の故郷である福岡県の糟屋郡宇美町に移住するも、その直後父親が他界。小学校から高校卒業までを同町で過ごし、卒業後は福岡市内にて、ダンスホールや遊技場関係の仕事に就いた（今で言うアルバイト）。1964年8月に、博多集結事件に関与し服役し、社会復帰後、大阪に行く事を決意する。1969年、大阪市西成区天下茶屋で、はなぶさ綜業として「英組」を結成。1971年、三代目山口組若中小西音松率いる小西一家に加わり、2年後の1973年には小西一家若頭に就任。10年以上に渡り小西組長の懐刀を務めた。
四代目山口組が発足した1984年6月、山口組直参に昇格。1989年5月、五代目山口組発足に伴い若頭補佐に就任し、ブロック制が導入されてからは大阪中ブロック長を兼任。2005年8月、六代目山口組の発足に伴い、同組舎弟に直った。
- 1935年8月2日：大阪市旭区にて生まれる
- 1943年3月：戦時疎開にて福岡県宇美町に移住。
- 年月不明：父親死亡
- 1954年3月：福岡県公立工業高校を卒業
- 熊本市の古庄星文堂に集団就職
- 1955年8月：米軍キャンプに就職
- 1959年：憲政日々新聞社（福岡）社主、永露忠利に師事
- 福岡市南地区にてダンスホールや遊技場関係の仕事に就く。同地区にて誰の傘下にも属さず不良グループを形成。
- 1964年8月：博多集結事件などに関与して服役
- 1966年2月：一旦社会復帰後、大阪へ。
- 1969年8月：はなぶさ綜業設立（大阪市西成区天下茶屋）
- 1978年5月：全国平和連合結成（大阪）
- 1980年5月：政治団体「全国平和連合」初代総裁就任
- 1981年1月：平和企業グループ設立会長就任
- 1982年5月：「戦艦大和を揚げる会」設立名誉会長就任
- 1985年4月：はなぶさ共栄会設立/会長就任
- 1988年5月：政治団体全国平和連合（自治省認可）名誉総裁就任
- 1989年5月：五代目山口組若頭補佐就任
- 1990年5月：平和企業グループ/はなぶさ共栄会発展的合併、名誉会長就任
- 1995年5月：全国青少年健全育成会提唱、代表発起人就任
- 2000年9月：全国青少年健全育成会設立、統括責任者就任
- 2001年9月：世界格闘技団体連合振興会名誉顧問就任
- 2002年11月：日本文化振興会名誉最高顧問就任
- 2002年4月：全日本空手道道場連盟特別顧問就任
- 2003年6月：全国青少年健全育成会名誉最高顧問就任
- 2003年8月：関西道場「修練会館」名誉館長就任
- 2004年4月：財団法人/国際学士院名誉最高顧問就任、世界宗教法王庁/世界宗教連合会名誉最高顧問就任
- 2004年5月：日本ジャーナリストクラブ提唱　代表発起人就任、同設立後に名誉最高顧問就任
- 2004年：全国青少年健全育成会NPO法人化
- 2005年3月：国際芸術新聞を帝国芸術新聞に社名変更、社主就任
- 平和企業グループを全国平和企業グループに改称、名誉会長就任
- 全国8723グループ設立総師を名乗る
- 2007年9月：仏岳山善弘寺より度牒「善徳院営為英雄」下賜
- 2007年11月：仏岳山善弘寺別院「日本教団」開設、剣谷本山館長就任
- 2008年10月：「日本教団」総本山（北海道）最高顧問就任
- 「日本教団大阪本山」修練会館館長兼任
- 2009年11月：琉球伝統古武術保存武道協会宗家より九段允許。
- 2010年2月：全国8723グループを「帝國ホールディングスグループ」と改称。自から総師と称す。
- 2012年10月：兵庫県警より虚偽の住民移動届を作成したとして、電磁的公正証書原本不実記録・同供用容疑で逮捕される。[5]
- 2013年6月5日 :インターネットの掲示板サイトを通じて「半グレ」(暴走族や不良集団)を配下の組員に排除するよう教唆したとして、暴力行為法違反（教唆）容疑で、大阪府警に逮捕される[6]。

## 活動
2000年9月、NPO法人「全国青少年健全育成会」を政界出版（のち「政財界出版」）代表の恩田貢とともに設立。グリーンツダジム在籍当時の亀田興毅及び亀田家の興行権・プロモート権を事実上、保有・管理していたと言われている。その他にも“政治団体”「全国平和連合」等、様々な分野・団体・法人を統括している。亀田三兄弟や南條一座のチビ玉三兄弟をマスコミに売り込み、亀田興毅の世界戦への道筋をつけるが、グリーンツダ名誉会長津田博明の逝去（2007年2月）に伴い、亀田一家がグリーンツダを離れると、亀田一家応援を打ち切る。ちなみに、グリーンツダ名誉会長の兄（2002年10月死去）は、英組創成期からの古参組員だったといわれている。グリーンツダが西成区天下茶屋にあったのは、以前英組の本部（現在は西淀川区出来島）が天下茶屋にあったからと言われている。
ヤクザには珍しいインターネットに明るい組長としても知られ、2001年に山口組直参組長中で逸早くブログを立ち上げた。一日も欠かさず毎日ブログを更新していたが、2008年1月25日付で終了した。但し、その後もインターネット上で日記形式のコラムは続けている。

## 備考
- 福岡県で行われたパーティーで、同郷の元環境相松本龍に紹介して貰った事がある[7]。
- 過去にフェリーの無賃乗車を繰り返し逮捕された事がある。また、2012年10月には虚偽の住民移動届を作成し逮捕されている。[5]